# Michael Spinks
Michael Spinks, född 13 juli 1956 i St. Louis, Missouri, är en amerikansk före detta professionell boxare som varit världsmästare i både lätt tungvikt och tungvikt, rankad som en av världens främsta boxare under 80-talet och en av de främsta i klassen lätt tungvikt genom alla tider. 
Michael Spinks, som är invald i boxningens Hall of Fame, är yngre bror till före detta boxaren och tungviktsmästaren Leon Spinks.

## Boxningskarriär

### OS-guld och motvilligt proffs
Spinks vann OS-guld i mellanvikt 1976 men att han skulle ta steget in i proffsringen var ingen självklarhet och han tvekade länge inför detta; istället jobbade han som städare på kemi- och läkemedelsföretaget Monsanto. "Räddningen" för Spinks boxningskarriär blev när han en natt somnade på soffan på damernas toalett och vaknade till en utskällning av chefen: "Till sist tänkte jag att jag kan lika gärna bli proffs. Jag skulle förmodligen ändå dö av att andas in alla dessa kemikalier." Proffsdebuten kom därpå den 16 april 1977 med en vinst på TKO i rond 1 mot Eddie Benson.

### Världsmästare
18 juli 1981 erövrade Spinks WBA:s VM-titel i lätt tungvikt via poängseger över Eddie Mustafa Muhammad. År 1983 enade han den lätta tungviktstiteln efter en poängseger över WBC-mästaren Dwight Muhammad Qawi och en senare tilldelning av IBF:s nyinstiftade titel. Efter 10 titelförsvar (8 av dem via KO-seger) och efter poängseger över IBF:s tungviktsmästare Larry Holmes i september 1985 blev Spinks den förste regerande mästaren i lätt tungvikt som samtidigt erövrat tungviktstiteln. Det var också första gången som två bröder blivit tungviktsmästare då brodern Leon innehaft WBA- och WBC-titlarna en kort period under 1978.

### Fråntagen titel och 91-sekundersmatchen
1986 lanserade TV-bolaget HBO en "turnering" som skulle ena tungviktstiteln som hade varit splittrad sedan 1978. IBF fråntog dock Spinks titeln i februari 1987 när han valt att möta Gerry Cooney istället för Tony Tucker varför det i första skedet inte blev någon match mot Mike Tyson som innehade WBC-titeln. Tyson blev därpå den nye "obestridde tungviktsmästaren" efter att under 1986-87 ha erövrat WBC, WBA och IBF-titarna. 
Men Spinks, "folkets mästare" efter att "felaktigt" fråntagits sin titel, sågs dock fortfarande av många som "The real Champ" vilket också backades upp av boxningstidningen The Ring Magazine som höll honom som den linjära mästaren i tungviktsklassen. Sommaren 1988 möttes till sist Spinks och Tyson i en match som slutgiltigt skulle avgöra vem som var den verklige tungviktskungen. Den upphaussade tillställningen vann dock Tyson enkelt på KO redan i första ronden; detta efter endast 91 sekunder.
Efter förlusten mot Tyson, som blev hans karriärs enda, drog sig Spinks tillbaka från boxningen för gott.

### Webbsidor
- Spinks på boxrec.com